# Drosophila mojavensis
Drosophila mojavensis este o specie de muște din genul Drosophila, familia Drosophilidae, descrisă de Patterson în anul 1940. Conform Catalogue of Life specia Drosophila mojavensis nu are subspecii cunoscute.